# Loukoumasoma

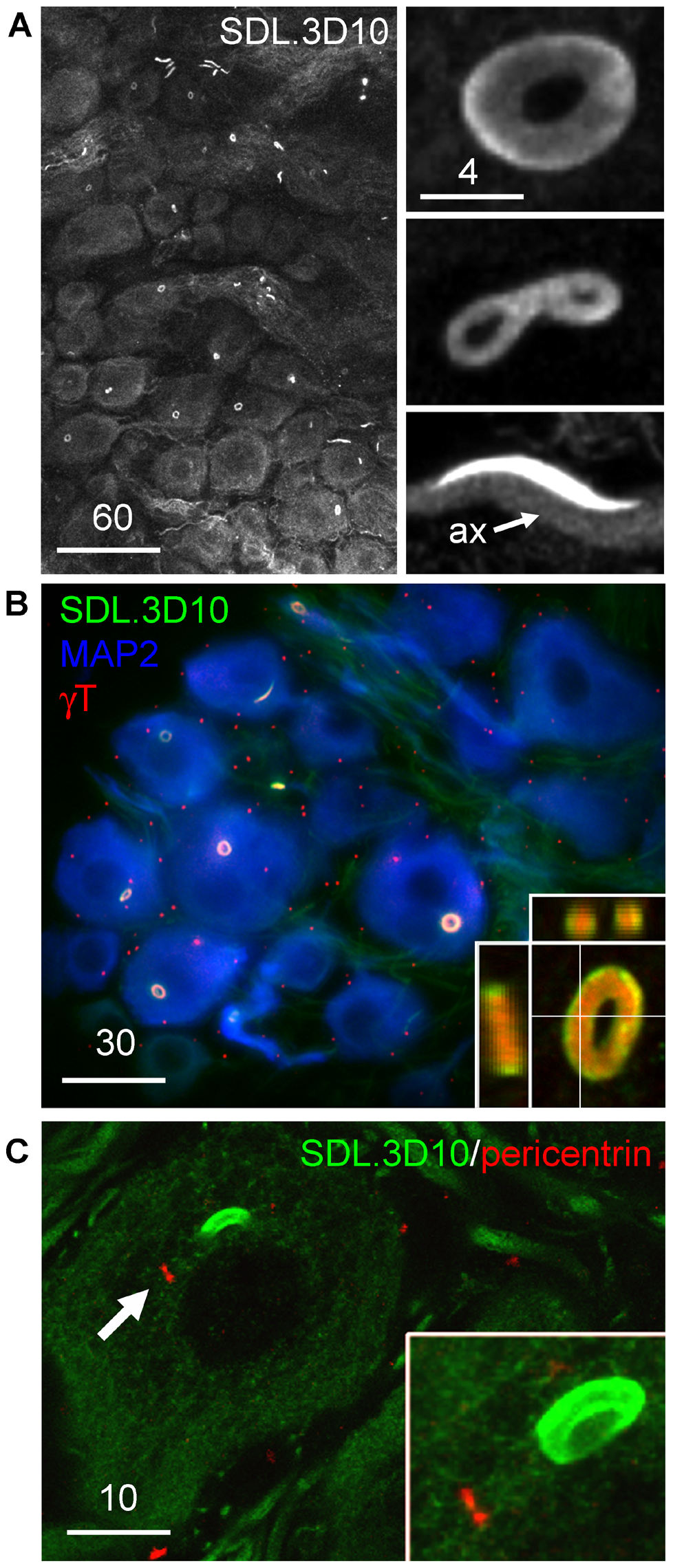
Varias fotografías de microscopía confocal mostrando loukoumasomas.

El loukoumasoma, (Et: del griego λουκουμάς luku'mas = loukoumas, un postre típico de Grecia + σομα, soma = cuerpo) es un orgánulo celular.
Tiene un tamaño muy grande (aproximadamente 6 micrómetros de diámetro) y es completamente intracelular, encontrándose en una subpoblación ubicua, químicamente distinguible y morfológicamente simple de neuronas ganglionares del sistema nervioso simpático. Su forma es normalmente toroidal, pero también puede tener forma de hélice o bastón dependiendo de su localización intracelular. Los toros son normalmente perinucleares, mientras que los bastones se encuentran en los axones. 